# Darreh Chenar
Darreh Chenār (persiska: دَرِّه چِنار, دَرِّۀ چِنار, درّه چنار) är en ort i Iran.   Den ligger i provinsen Hamadan, i den nordvästra delen av landet, 300 km sydväst om huvudstaden Teheran. Darreh Chenār ligger 2 062 meter över havet och antalet invånare är 182.
Terrängen runt Darreh Chenār är kuperad. Runt Darreh Chenār är det ganska tätbefolkat, med 248 invånare per kvadratkilometer. Närmaste större samhälle är Oshtorīnān, 17,3 km sydväst om Darreh Chenār. Trakten runt Darreh Chenār består i huvudsak av gräsmarker.